# 송파구의 행정 구역
송파구의 행정 구역은 13개의 법정동을 27개의 행정동으로 관리하고 있다. 송파구의 면적은 33.88km2이며, 인구는 2012년 6월 1일을 기준으로 681,623명, 261,476 세대이다.

## 행정 구역

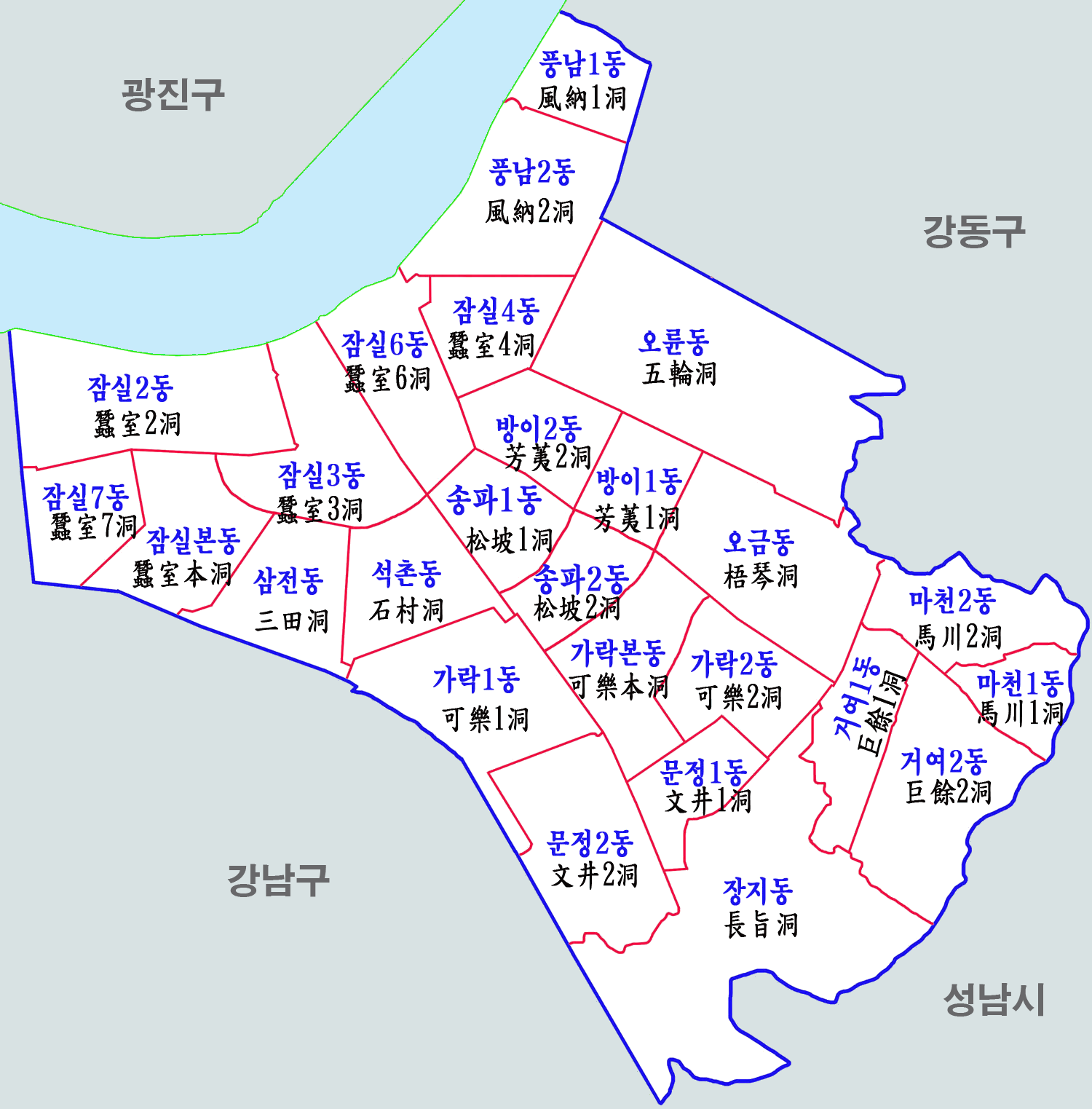
송파구의 행정동

| 행정동   | 한자     | 면적 (km2) | 세대    | 인구 (명) |
| -------- | -------- | ---------- | ------- | --------- |
| 풍납1동  | 風納1洞  | 0.77       | 6,555   | 14,650    |
| 풍납2동  | 風納2洞  | 1.59       | 10,802  | 25,390    |
| 거여1동  | 巨餘1洞  | 0.67       | 5,506   | 13,137    |
| 거여2동  | 巨餘2洞  | 1.69       | 7,177   | 16,824    |
| 마천1동  | 馬川1洞  | 0.58       | 9,049   | 20,492    |
| 마천2동  | 馬川2洞  | 0.89       | 8,702   | 20,039    |
| 방이1동  | 芳荑1洞  | 0.50       | 6,286   | 16,410    |
| 방이2동  | 芳荑2洞  | 0.80       | 13,693  | 25,725    |
| 오륜동   | 五輪洞   | 3.17       | 5,976   | 18,912    |
| 오금동   | 梧琴洞   | 1.65       | 15,843  | 40,827    |
| 송파1동  | 松坡1洞  | 0.79       | 12,444  | 25,501    |
| 송파2동  | 松坡2洞  | 0.53       | 7,451   | 20,748    |
| 석촌동   | 石村洞   | 0.95       | 17,014  | 33,531    |
| 삼전동   | 三田洞   | 0.95       | 16,292  | 32,167    |
| 가락본동 | 可樂本洞 | 1.13       | 11,917  | 27,532    |
| 가락1동  | 可樂1洞  | 1.34       | 9,841   | 27,783    |
| 가락2동  | 可樂2洞  | 0.96       | 12,339  | 33,689    |
| 문정1동  | 文井1洞  | 0.56       | 8,569   | 21,136    |
| 문정2동  | 文井2洞  | 2.20       | 15,521  | 29,825    |
| 장지동   | 長旨洞   | 2.79       | 12,847  | 32,534    |
| 위례동   | 慰禮洞   | 2.55       | 9,013   | 28,263    |
| 잠실본동 | 蠶室本洞 | 0.94       | 15,219  | 29,023    |
| 잠실2동  | 蠶室2洞  | 2.18       | 11,996  | 36,746    |
| 잠실3동  | 蠶室3洞  | 1.49       | 12,204  | 35,865    |
| 잠실4동  | 蠶室4洞  | 1.56       | 7,477   | 22,167    |
| 잠실6동  | 蠶室6洞  | 1.37       | 5,924   | 17,260    |
| 잠실7동  | 蠶室7洞  | 0.60       | 3,480   | 10,165    |
| 송파구   | 松坡區   | 33.87      | 279,137 | 676,341   |

## 개요
| 행정동         | 법정동 | 설명 |
| -------------- | --- | --- |
| 풍납1동        | 풍납동(風納洞) | 광주군 구천면 풍납리로 되었다가, 1963년 1월 1일 서울특별시의 행정구역 확장에 따라 서울특별시 성동구에 편입되면서 풍납동으로 바뀌었고, 1975년 10월 1일 강남구, 1979년 10월 1일 강동구 관할이 된 것을 거쳐 1988년 1월 1일 신설된 송파구 관할로 바뀌었다. 동네 이름은 이 지역에 있던 풍납토성에서 유래한다. |
| 풍납2동        | 풍납동(風納洞) | 광주군 구천면 풍납리로 되었다가, 1963년 1월 1일 서울특별시의 행정구역 확장에 따라 서울특별시 성동구에 편입되면서 풍납동으로 바뀌었고, 1975년 10월 1일 강남구, 1979년 10월 1일 강동구 관할이 된 것을 거쳐 1988년 1월 1일 신설된 송파구 관할로 바뀌었다. 동네 이름은 이 지역에 있던 풍납토성에서 유래한다. |
| 거여1동        | 거여동(巨餘洞) | 광주군 중대면 거여리로 되었다가, 1963년 1월 1일 서울특별시의 행정구역 확장에 따라 서울특별시 성동구에 편입되면서 거여동으로 바뀌었고, 1975년 10월 1일 강남구, 1979년 10월 1일 강동구 관할이 된 것을 거쳐 1988년 1월 1일 신설된 송파구 관할로 바뀌었다. 동네 이름은 마을에 거암(巨岩)이라는 사람이 살았으므로 거암리라고 하던 것이 변하여 지금의 거여동이 된 것이다. |
| 거여2동        | 거여동(巨餘洞) | 광주군 중대면 거여리로 되었다가, 1963년 1월 1일 서울특별시의 행정구역 확장에 따라 서울특별시 성동구에 편입되면서 거여동으로 바뀌었고, 1975년 10월 1일 강남구, 1979년 10월 1일 강동구 관할이 된 것을 거쳐 1988년 1월 1일 신설된 송파구 관할로 바뀌었다. 동네 이름은 마을에 거암(巨岩)이라는 사람이 살았으므로 거암리라고 하던 것이 변하여 지금의 거여동이 된 것이다. |
| 마천1동        | 마천동(馬川洞) | 광주군 중대면 마천리로 되었다가, 1963년 1월 1일 서울특별시의 행정구역 확장에 따라 서울특별시 성동구에 편입되면서 마천동으로 바뀌었고, 1975년 10월 1일 강남구, 1979년 10월 1일 강동구 관할이 된 것을 거쳐 1988년 1월 1일 신설된 송파구 관할로 바뀌었다. 동네 이름은 이 지역에 존재한 천마산에서 유래했다는 설과, 조선 시대 임경업 장군이 이 곳에서 말에게 물을 먹였다는 고사에서 유래했다는 설이 있다. |
| 마천2동        | 마천동(馬川洞) | 광주군 중대면 마천리로 되었다가, 1963년 1월 1일 서울특별시의 행정구역 확장에 따라 서울특별시 성동구에 편입되면서 마천동으로 바뀌었고, 1975년 10월 1일 강남구, 1979년 10월 1일 강동구 관할이 된 것을 거쳐 1988년 1월 1일 신설된 송파구 관할로 바뀌었다. 동네 이름은 이 지역에 존재한 천마산에서 유래했다는 설과, 조선 시대 임경업 장군이 이 곳에서 말에게 물을 먹였다는 고사에서 유래했다는 설이 있다. |
| 방이1동        | 방이동(芳荑洞) | 광주군 중대면 방이리로 되었다가, 1963년 1월 1일 서울특별시의 행정구역 확장에 따라 서울특별시 성동구에 편입되면서 방이동으로 바뀌었고, 1975년 10월 1일 강남구, 1979년 10월 1일 강동구 관할이 된 것을 거쳐 1988년 1월 1일 신설된 송파구 관할로 바뀌었다. 동 이름은 과거 방이군이 있어서 막을 방(防) 자에 오랑캐 이(夷) 자를 써서 방이리(防夷里)로 하였다가 마을의 학자들이 모여 마을 이름의 글자 뜻이 아름답지 못하다고 하여 막을 방(防) 자는 꽃다울 방(芳) 자로, 오랑캐 이(夷) 자는 흰비름 이(荑) 자로 바꾸어 방이동이 되었다는 설도 있으나, 실제로는 마을의 지형이 아늑하고 개나리꽃이 많이 피었으므로 방잇골로 불리다가 한자음으로 방이동이 된 것이다. 그리고, 광주군 중대면 이리(二里)는 1963년 1월 1일 서울특별시의 행정구역 확장에 따라 서울특별시 성동구에 편입되면서 이동(二洞)으로 바뀌었고1975년 10월 1일 강남구 관할이 되었고, 1979년 10월 1일 강동구 관할이 되었다. 1985년 9월 1일자로 방이동에 통합되어 동명칭은 사라졌다. 한편 오륜동은 올림픽선수기자촌과 올림픽공원이 위치한 방이동 88번지와 89번지 일대로 1989년에 방이2동에서 분동되었다. 오륜동에서는 행정동명인 오륜동(五輪洞)과 법정동명인 방이동(芳荑洞)을 병행하여 사용한다. |
| 방이2동        | 방이동(芳荑洞) | 광주군 중대면 방이리로 되었다가, 1963년 1월 1일 서울특별시의 행정구역 확장에 따라 서울특별시 성동구에 편입되면서 방이동으로 바뀌었고, 1975년 10월 1일 강남구, 1979년 10월 1일 강동구 관할이 된 것을 거쳐 1988년 1월 1일 신설된 송파구 관할로 바뀌었다. 동 이름은 과거 방이군이 있어서 막을 방(防) 자에 오랑캐 이(夷) 자를 써서 방이리(防夷里)로 하였다가 마을의 학자들이 모여 마을 이름의 글자 뜻이 아름답지 못하다고 하여 막을 방(防) 자는 꽃다울 방(芳) 자로, 오랑캐 이(夷) 자는 흰비름 이(荑) 자로 바꾸어 방이동이 되었다는 설도 있으나, 실제로는 마을의 지형이 아늑하고 개나리꽃이 많이 피었으므로 방잇골로 불리다가 한자음으로 방이동이 된 것이다. 그리고, 광주군 중대면 이리(二里)는 1963년 1월 1일 서울특별시의 행정구역 확장에 따라 서울특별시 성동구에 편입되면서 이동(二洞)으로 바뀌었고1975년 10월 1일 강남구 관할이 되었고, 1979년 10월 1일 강동구 관할이 되었다. 1985년 9월 1일자로 방이동에 통합되어 동명칭은 사라졌다. 한편 오륜동은 올림픽선수기자촌과 올림픽공원이 위치한 방이동 88번지와 89번지 일대로 1989년에 방이2동에서 분동되었다. 오륜동에서는 행정동명인 오륜동(五輪洞)과 법정동명인 방이동(芳荑洞)을 병행하여 사용한다. |
| 오륜동         | 방이동(芳荑洞) | 광주군 중대면 방이리로 되었다가, 1963년 1월 1일 서울특별시의 행정구역 확장에 따라 서울특별시 성동구에 편입되면서 방이동으로 바뀌었고, 1975년 10월 1일 강남구, 1979년 10월 1일 강동구 관할이 된 것을 거쳐 1988년 1월 1일 신설된 송파구 관할로 바뀌었다. 동 이름은 과거 방이군이 있어서 막을 방(防) 자에 오랑캐 이(夷) 자를 써서 방이리(防夷里)로 하였다가 마을의 학자들이 모여 마을 이름의 글자 뜻이 아름답지 못하다고 하여 막을 방(防) 자는 꽃다울 방(芳) 자로, 오랑캐 이(夷) 자는 흰비름 이(荑) 자로 바꾸어 방이동이 되었다는 설도 있으나, 실제로는 마을의 지형이 아늑하고 개나리꽃이 많이 피었으므로 방잇골로 불리다가 한자음으로 방이동이 된 것이다. 그리고, 광주군 중대면 이리(二里)는 1963년 1월 1일 서울특별시의 행정구역 확장에 따라 서울특별시 성동구에 편입되면서 이동(二洞)으로 바뀌었고1975년 10월 1일 강남구 관할이 되었고, 1979년 10월 1일 강동구 관할이 되었다. 1985년 9월 1일자로 방이동에 통합되어 동명칭은 사라졌다. 한편 오륜동은 올림픽선수기자촌과 올림픽공원이 위치한 방이동 88번지와 89번지 일대로 1989년에 방이2동에서 분동되었다. 오륜동에서는 행정동명인 오륜동(五輪洞)과 법정동명인 방이동(芳荑洞)을 병행하여 사용한다. |
| 오금동         | 오금동(梧琴洞) | 광주군 중대면 오금리로 되었다가, 1963년 1월 1일 서울특별시의 행정구역 확장에 따라 서울특별시 성동구에 편입되면서 오금동으로 바뀌었고, 1975년 10월 1일 강남구, 1979년 10월 1일 강동구 관할이 된 것을 거쳐 1988년 1월 1일 신설된 송파구 관할로 바뀌었다. 동네 이름은 이 곳에 오동나무와 가야금 장인이 많이 살았던 데서 유래했다는 설 과 인조대왕이 남한산성으로 피난갈 때 백토고개에서 잠시 쉬었다가 신하에게 무릎안쪽의 오금이 아프다고 말하여 그 후 오금골이라 불렸다는 설 이 있다. |
| 송파1동        | 송파동(松坡洞) | 광주군 중대면 송파리로 되었다가, 1963년 1월 1일 서울특별시의 행정구역 확장에 따라 서울특별시 성동구에 편입되면서 송파동으로 바뀌었고, 1975년 10월 1일 강남구, 1979년 10월 1일 강동구 관할이 된 것을 거쳐 1988년 1월 1일 신설된 송파구 관할로 바뀌었다. 동네의 이름은 송파 나루터가 이 지역에 있었던 데서 유래한다. |
| 송파2동        | 송파동(松坡洞) | 광주군 중대면 송파리로 되었다가, 1963년 1월 1일 서울특별시의 행정구역 확장에 따라 서울특별시 성동구에 편입되면서 송파동으로 바뀌었고, 1975년 10월 1일 강남구, 1979년 10월 1일 강동구 관할이 된 것을 거쳐 1988년 1월 1일 신설된 송파구 관할로 바뀌었다. 동네의 이름은 송파 나루터가 이 지역에 있었던 데서 유래한다. |
| 석촌동         | 석촌동(石村洞) | 광주군 중대면 석촌리로 되었다가, 1963년 1월 1일 서울특별시의 행정구역 확장에 따라 서울특별시 성동구에 편입되면서 석촌동으로 바뀌었고, 1975년 10월 1일 강남구, 1979년 10월 1일 강동구 관할이 된 것을 거쳐 1988년 1월 1일 신설된 송파구 관할로 바뀌었다. 동네의 이름은 이 곳에 돌이 많았던 것에서 유래한다고 한다. |
| 삼전동         | 삼전동(三田洞) | 광주군 중대면 삼전리로 되었다가, 1963년 1월 1일 서울특별시의 행정구역 확장에 따라 서울특별시 성동구에 편입되면서 삼전동으로 바뀌었고, 1975년 10월 1일 강남구, 1979년 10월 1일 강동구 관할이 된 것을 거쳐 1988년 1월 1일 신설된 송파구 관할로 바뀌었다. 동네 이름에 대해서는 이 곳에 삼밭(麻田)이 있었던 것을 '삼'을 음역하여 표기한 데서 유래한다는 설과, 서울의 5진 중 하나인 삼전도(三田渡)가 이 곳에 위치하고 있었기 때문이라는 설이 있다. 이 지역은 병자호란 당시 삼전도의 굴욕이 일어난 장소이기도 하다. |
| 가락본동       | 가락동(可樂洞) | 광주군 중대면 가락리로 되었다가, 1963년 1월 1일 서울특별시의 행정구역 확장에 따라 서울특별시 성동구에 편입되면서 가락동으로 바뀌었고, 1975년 10월 1일 강남구, 1979년 10월 1일 강동구 관할이 된 것을 거쳐 1988년 1월 1일 신설된 송파구 관할로 바뀌었다. 동네 이름은 옛날 이 지역에 있었던 가락골이란 지명에서 유래한다. |
| 가락1동        | 가락동(可樂洞) | 광주군 중대면 가락리로 되었다가, 1963년 1월 1일 서울특별시의 행정구역 확장에 따라 서울특별시 성동구에 편입되면서 가락동으로 바뀌었고, 1975년 10월 1일 강남구, 1979년 10월 1일 강동구 관할이 된 것을 거쳐 1988년 1월 1일 신설된 송파구 관할로 바뀌었다. 동네 이름은 옛날 이 지역에 있었던 가락골이란 지명에서 유래한다. |
| 가락2동        | 가락동(可樂洞) | 광주군 중대면 가락리로 되었다가, 1963년 1월 1일 서울특별시의 행정구역 확장에 따라 서울특별시 성동구에 편입되면서 가락동으로 바뀌었고, 1975년 10월 1일 강남구, 1979년 10월 1일 강동구 관할이 된 것을 거쳐 1988년 1월 1일 신설된 송파구 관할로 바뀌었다. 동네 이름은 옛날 이 지역에 있었던 가락골이란 지명에서 유래한다. |
| 문정1동        | 문정동(文井洞) | 광주군 중대면 문정리로 되었다가, 1963년 1월 1일 서울특별시의 행정구역 확장에 따라 서울특별시 성동구에 편입되면서 문정동으로 바뀌었고, 1975년 10월 1일 강남구, 1979년 10월 1일 강동구 관할이 된 것을 거쳐 1988년 1월 1일 신설된 송파구 관할로 바뀌었다. 동네 이름은 병자호란 때 인조가 남한산성으로 피난가다가 이곳에 쉬면서 물을 마셨는데, 그 물맛이 매우 좋아 이 마을에 사는 문씨 성을 따서 문정이라고 마을 이름을 부른 데서 동 이름이 유래한다. |
| 문정2동        | 문정동(文井洞) | 광주군 중대면 문정리로 되었다가, 1963년 1월 1일 서울특별시의 행정구역 확장에 따라 서울특별시 성동구에 편입되면서 문정동으로 바뀌었고, 1975년 10월 1일 강남구, 1979년 10월 1일 강동구 관할이 된 것을 거쳐 1988년 1월 1일 신설된 송파구 관할로 바뀌었다. 동네 이름은 병자호란 때 인조가 남한산성으로 피난가다가 이곳에 쉬면서 물을 마셨는데, 그 물맛이 매우 좋아 이 마을에 사는 문씨 성을 따서 문정이라고 마을 이름을 부른 데서 동 이름이 유래한다. |
| 장지동(長旨洞) | 광주군 중대면 장지리로 되었다가, 1963년 1월 1일 서울특별시의 행정구역 확장에 따라 서울특별시 성동구에 편입되면서 장지동으로 바뀌었고, 1975년 10월 1일 강남구, 1979년 10월 1일 강동구 관할이 된 것을 거쳐 1988년 1월 1일 신설된 송파구 관할로 바뀌었다. 동네의 이름은 마을 모습이 길게 형성되어 있기 때문에 붙여진 이름이라는 설과 마을에 잔 버들이 많아서 붙여진 이름이라는 설이 존재한다. | |
| 장지동         | 문정동 | ↑ 참고 |
| 장지동         | 장지동 | ↑ 참고 |
| 위례동         | 거여동 | ↑ 참고 |
| 위례동         | 장지동 | ↑ 참고 |
| 잠실본동       | 잠실동(蠶室洞) | 고양군 뚝도면 잠실리로 되었다가 1949년 성동구에 편입되었고, 1975년 10월 1일 강남구, 1979년 10월 1일 강동구 관할이 된 것을 거쳐 1988년 1월 1일 신설된 송파구 관할로 바뀌었다. 동네 이름은 조선 초기 양잠 정책을 시행하여 이 지역에 잠실도회(蠶室都會)를 설치한 데서 유래한다. |
| 잠실2동        | 잠실동(蠶室洞) | 고양군 뚝도면 잠실리로 되었다가 1949년 성동구에 편입되었고, 1975년 10월 1일 강남구, 1979년 10월 1일 강동구 관할이 된 것을 거쳐 1988년 1월 1일 신설된 송파구 관할로 바뀌었다. 동네 이름은 조선 초기 양잠 정책을 시행하여 이 지역에 잠실도회(蠶室都會)를 설치한 데서 유래한다. |
| 잠실3동        | 잠실동(蠶室洞) | 고양군 뚝도면 잠실리로 되었다가 1949년 성동구에 편입되었고, 1975년 10월 1일 강남구, 1979년 10월 1일 강동구 관할이 된 것을 거쳐 1988년 1월 1일 신설된 송파구 관할로 바뀌었다. 동네 이름은 조선 초기 양잠 정책을 시행하여 이 지역에 잠실도회(蠶室都會)를 설치한 데서 유래한다. |
| 잠실7동        | 잠실동(蠶室洞) | 고양군 뚝도면 잠실리로 되었다가 1949년 성동구에 편입되었고, 1975년 10월 1일 강남구, 1979년 10월 1일 강동구 관할이 된 것을 거쳐 1988년 1월 1일 신설된 송파구 관할로 바뀌었다. 동네 이름은 조선 초기 양잠 정책을 시행하여 이 지역에 잠실도회(蠶室都會)를 설치한 데서 유래한다. |
| 잠실4동        | 신천동(新川洞) | 고양군 뚝도면 신천리로 되었다가 1949년 성동구에 편입되었고, 1975년 10월 1일 강남구, 1979년 10월 1일 강동구 관할이 된 것을 거쳐 1988년 1월 1일 신설된 송파구 관할로 바뀌었다. 동네 이름은 한강이 범람할 때 이 지역에 새로운 강이 생기는 데서 유래했다. |
| 잠실6동        | 신천동(新川洞) | 고양군 뚝도면 신천리로 되었다가 1949년 성동구에 편입되었고, 1975년 10월 1일 강남구, 1979년 10월 1일 강동구 관할이 된 것을 거쳐 1988년 1월 1일 신설된 송파구 관할로 바뀌었다. 동네 이름은 한강이 범람할 때 이 지역에 새로운 강이 생기는 데서 유래했다. |